# Fiat 1100

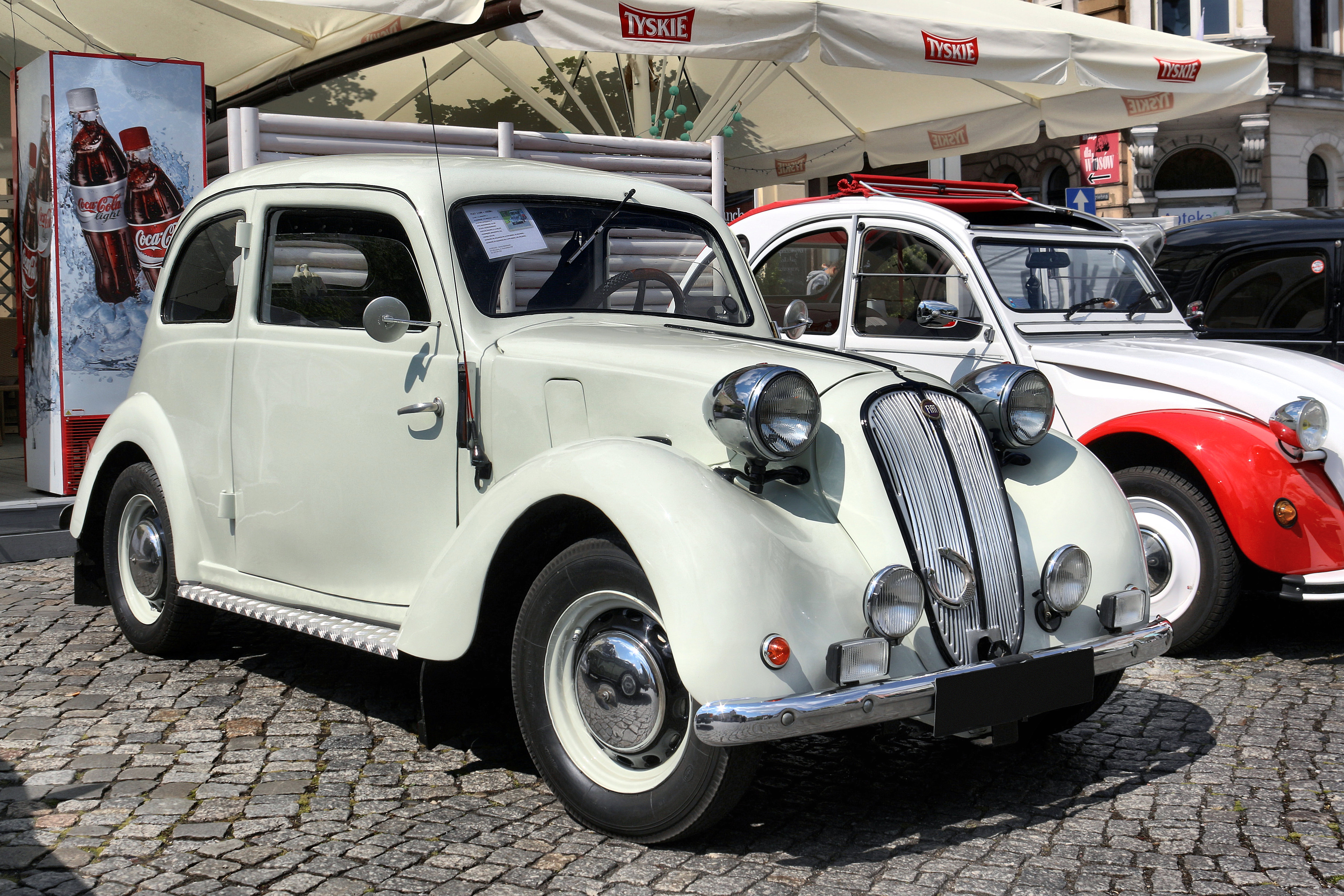
FIAT 1100, rok 1938

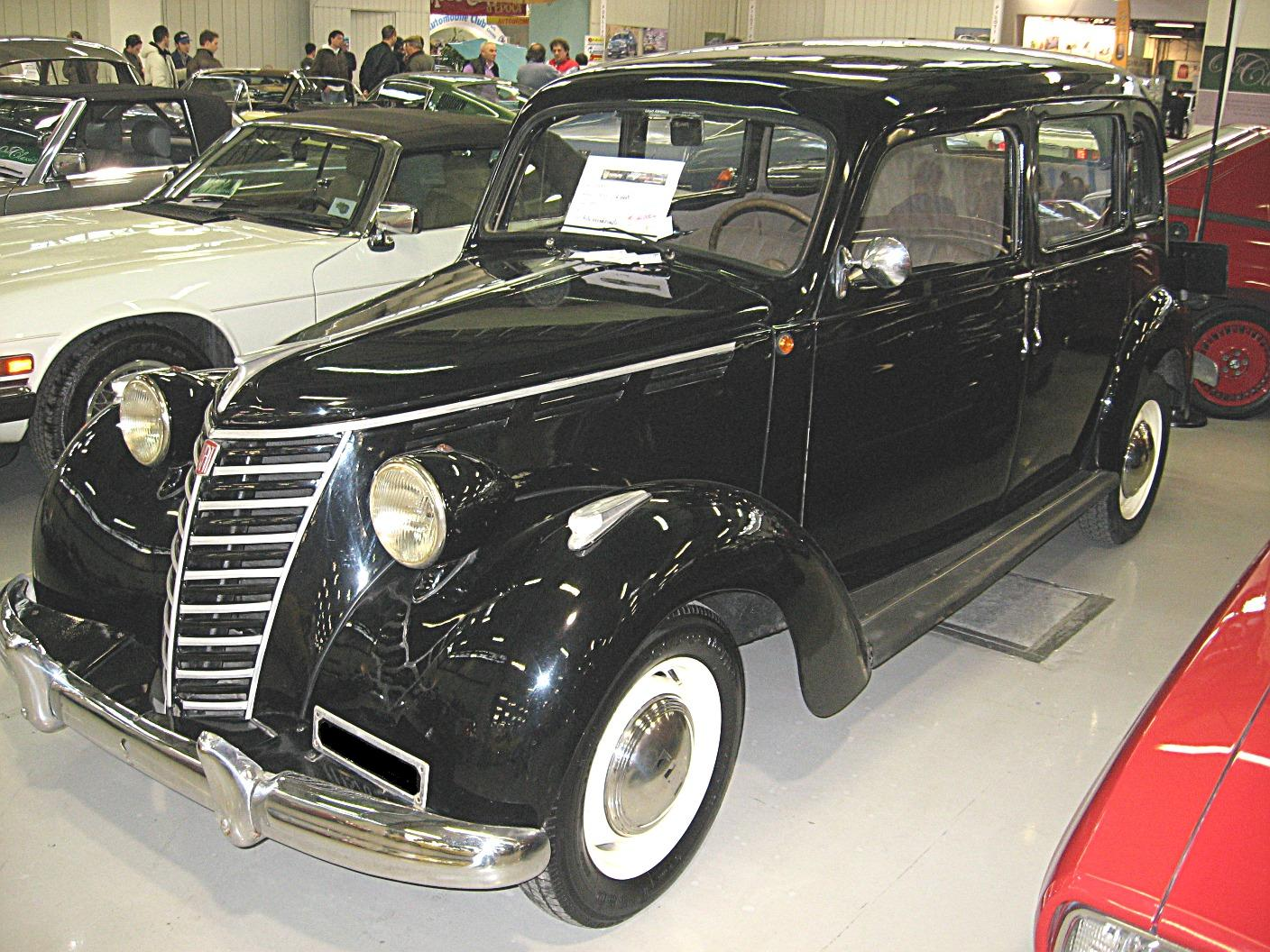
'48 Fiat 1100 EL

Fiat 1100 – samochód Fiata klasy niższej średniej, produkowany w kilku seriach od 1939 do 1969 roku.

## Charakterystyka
Samochód powstał jako rozwinięcie modelu Fiat 508. Jego pierwsza seria, wprowadzona w 1939, nosiła oznaczenie Fiat 508C, lecz popularnie określana była jako 1100 od pojemności silnika 1100 cm³. Przedwojenna stylizacja samochodu została częściowo zmieniona w modelu 1100B i produkowanej nadal po II wojnie światowej wersji 1100E. Oprócz odmiany osobowej, liczne były odmiany dostawcze samochodu, w której roli dobrze się sprawdzał, popularne były także w roli taksówki. Pierwsza seria produkowana była do 1952.
W 1953 zadebiutowała druga seria, oznaczona jako 1100 model 103 (1100/103). W porównaniu z pierwszą, została zmodernizowana, wprowadzając 4-drzwiowe samonośne nadwozie sedan, z reflektorami w obrysie nadwozia. Istniały dwie wersje wyposażenia: economica (zubożona) i normale (standardowa). Wprowadzono następnie wersję sportową 1100 TV, wyróżniająca się trzecim środkowym reflektorem z przodu oraz wersję kombi. Od 1956 do 1960 Fiat 1100 poddawany był małym zmianom wyglądu, m.in. otrzymał nową atrapę chłodnicy, bardziej kanciaste kształty i niewielkie tylne płetwy ze światłami ze spiczastymi kloszami. W 1959 wprowadzono wersję 1100 Granluce z większymi oknami i płetwami tylnymi, w której dostępny był opcjonalnie silnik 1200 cm³. 
W 1962 pojawiła się trzecia generacja modelu, oznaczona Fiat 1100D, rozwijająca stylizację 1100 Granluce. Mimo zachowania starej nazwy, pojemność silnika zwiększono w niej do 1221 cm³ (moc 50 KM). Produkowano też wersję kombi. 
Na skutek zmian w stylistyce samochodowej, w 1966 pojawiła się ostatnia czwarta seria 1100R, której pudełkowate nadwozie wzorowane było na nowo wprowadzonym Fiacie 124. Model ten produkowano do 1969, jego następcą stał się Fiat 128.

## Dane techniczne ('53 1.1)

### Silnik
- R4 1,1 l (1089 cm³), 2 zawory na cylinder, OHV
- Układ zasilania: gaźnik
- Średnica cylindra × skok tłoka: 68,02 mm × 74,93 mm
- Stopień sprężania: 6,7:1
- Moc maksymalna: 37 KM (27 kW) przy 4400 obr./min
- Maksymalny moment obrotowy: 68 N•m przy 2500 obr./min

### Osiągi
- Przyspieszenie 0-80 km/h: 19,8 s
- Przyspieszenie 0-100 km/h: 32,7 s
- Czas przejazdu pierwszych 400 m: 24,5 s
- Prędkość maksymalna: 122 km/h